# Kotabagi, Dharwad
Kotabagi là một làng thuộc tehsil Dharwad, huyện Dharwad, bang Karnataka, Ấn Độ.